# Нейронна мережа Гопфілда
Нейронна мережа Гопфілда — це тип рекурентної, повнозв'язної, штучної нейронної мережі з симетричною матрицею зв'язків. У процесі роботи динаміка таких мереж сходиться (конвергує) до одного з положень рівноваги. Ці положення рівноваги є локальними мінімумами функціоналу, що називається енергія мережі (у найпростішому випадку — локальними мінімумами негативно визначеної квадратичної форми на n-вимірному кубі). Така мережа може бути використана як автоасоціативна пам'ять, як фільтр, а також для розв'язання деяких завдань оптимізації. На відміну від багатьох нейронних мереж, що працюють до отримання відповіді через певну кількість тактів, мережі Гопфілда працюють до досягнення рівноваги, коли наступний стан мережі дорівнює попередньому.

## Архітектура мережі

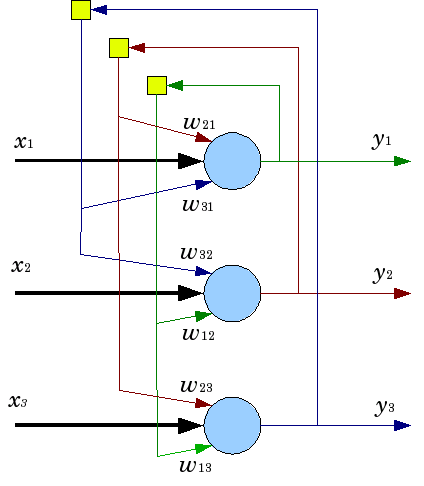
Схема мережі Гопфілда з трьома нейронами

Нейронна мережа Гопфілда складається з {\displaystyle N} штучних нейронів. Кожен нейрон системи може набувати одного з двох станів (що аналогічно виходу нейрона з пороговою функцією активації):
Через їхню біполярну природу нейрони мережі Гопфілда іноді називають спінами.
Взаємодія спінів мережі описується виразом:
де {\displaystyle w_{ij}} — елемент матриці взаємодій {\displaystyle W}, яка складається з вагових коефіцієнтів зв'язків між нейронами. У цю матрицю в процесі навчання записується М «образів» — N-вимірних бінарних векторів: {\displaystyle S_{m}=(s_{m1},s_{m2},...,s_{mN})}
У мережі Гопфілда матриця зв'язків є симетричною ({\displaystyle w_{ij}=w_{ji}}), а діагональні елементи матриці покладаються рівними нулю ({\displaystyle w_{ii}=0}), що виключає ефект впливу нейрона на самого себе та є необхідним для мережі Гопфілда, але не достатньою умовою стійкості в процесі роботи мережі. Достатнім є асинхронний режим роботи мережі. Подібні властивості визначають тісний зв'язок з реальними фізичними речовинами, що назваються спіновими склами.